# Élections communales luxembourgeoises de 2017
Les élections communales de 2017 (en luxembourgeois : Gemengewalen vum 8. Oktober 2017) ont eu lieu le 8 octobre 2017 afin de désigner les conseillers communaux dans chaque commune du Luxembourg.

## Mode de scrutin
Les personnes inscrites sur les listes électorales procèdent à l'élection directe des membres du conseil communal de leur commune de résidence. Les électeurs disposent d'autant de suffrages qu'il y a de conseillers à élire au conseil communal.
Le nombre de conseillers communaux attribués à chaque commune est déterminé par règlement grand-ducal. Il est fonction du nombre des habitants de la commune et est toujours impair. Les conseillers communaux sont élus pour une période de six ans. Ils sont rééligibles.
Chaque commune forme une circonscription électorale. Tous les électeurs d'une commune concourent ensemble à l'élection des membres du conseil communal. Dans les communes dont la population est inférieure à 3 000 habitants, les élections se font d'après le système de la majorité relative. Dans les autres communes, les élections se font au scrutin de liste avec représentation proportionnelle.

## Résultats

### Résultats nationaux
| Partis                    | Partis                                            | Proportionnelle | Proportionnelle | Proportionnelle | Majoritaire | Majoritaire   | Majoritaire | Total | +/-           |  |
| Partis                    | Partis                                            | Voix            | %               | Sièges          | Voix        | %             | Sièges      | Total | +/-           |  |
| ------------------------- | ------------------------------------------------- | --------------- | --------------- | --------------- | ----------- | ------------- | ----------- | ----- | ------------- |  |
|                           | Parti populaire chrétien-social (CSV)             | 769 109         | 30,44           | 209             |             |               |             | 209   | 47            |  |
|                           | Parti ouvrier socialiste luxembourgeois (LSAP)    | 606 525         | 24,01           | 155             | 155         | 10            |             |       |               |  |
|                           | Parti démocratique (DP)                           | 458 811         | 18,16           | 108             | 108         | 2             |             |       |               |  |
|                           | Les Verts (Gréng)                                 | 413 093         | 16,35           | 77              | 77          | 3             |             |       |               |  |
|                           | Är Leit                                           | 15 475          | 0,61            | 11              | 11          | N.C.          |             |       |               |  |
|                           | Är Equipe                                         | 14 593          | 0,58            | 9               | 9           | N.C.          |             |       |               |  |
|                           | La Gauche (Lénk)                                  | 102 377         | 4,05            | 8               | 8           | 1             |             |       |               |  |
|                           | Ëlwenter Biergerlëst (ËBL)                        | 7 870           | 0,31            | 7               | 7           | N.C.          |             |       |               |  |
|                           | Parti réformiste d'alternative démocratique (ADR) | 65 687          | 2,60            | 4               | 4           | en stagnation |             |       |               |  |
|                           | Schëtter                                          | 5 157           | 0,20            | 4               | 4           | N.C.          |             |       |               |  |
|                           | Parti pirate (PPL)                                | 33 556          | 1,33            | 3               | 3           | Nv.           |             |       |               |  |
|                           | Parti communiste luxembourgeois (KPL)             | 25 055          | 0,99            | 2               | 2           | 1             |             |       |               |  |
|                           | D'Lëscht vun de Bierger                           | 3 562           | 0,14            | 2               | 2           | N.C.          |             |       |               |  |
|                           | Biergerlëst Gemeng Cliärref                       | 3 277           | 0,13            | 1               | 1           | N.C.          |             |       |               |  |
|                           | Les Conservateurs (Konservativ)                   | 2 426           | 0,01            | 0               | 0           | Nv.           |             |       |               |  |
|                           | Indépendants                                      |                 |                 |                 | 288 259     | 100           | 522         | 522   | N.C.          |  |
| Total des voix            | Total des voix                                    | 2 526 573       | 100             |                 | 288 259     | 100           |             |       |               |  |
|                           |                                                   |                 |                 |                 |             |               |             |       |               |  |
| Votes valides             | Votes valides                                     | 174 724         | 91,67           |                 | 54 180      | 92,97         |             |       |               |  |
| Votes blancs et invalides | Votes blancs et invalides                         | 15 884          | 8,33            | 4 097           | 7,03        |               |             |       |               |  |
| Total                     | Total                                             | 190 608         | 100             | 600             | 58 277      | 100           | 522         | 1 122 | en stagnation |  |
| Abstentions               | Abstentions                                       | 28 714          | 13,09           |                 | 7 720       | 11,70         |             |       |               |  |
| Inscrits / participation  | Inscrits / participation                          | 219 322         | 86,91           | 65 997          | 88,30       |               |             |       |               |  |

Taux de participation et d'abstention au niveau national
| Taux de participation (87,23 %) |  |  | Taux d'abstention (12,77 %) |
| ▲                               |  |  |                             |
| Majorité absolue                |  |  |                             |

### Résultats par commune
| Commune           | Canton           | CSV | LSAP | DP  | Gréng | Lénk | ADR | PPL | KPL | Divers | Total |
| ----------------- | ---------------- | --- | ---- | --- | ----- | ---- | --- | --- | --- | ------ | ----- |
| Bertrange         | Luxembourg       | 3   | 1    | 7   | 2     | –    | –   | –   | –   | –      | 13    |
| Bettembourg       | Esch-sur-Alzette | 5   | 6    | 1   | 2     | –    | 1   | –   | –   | –      | 15    |
| Betzdorf          | Grevenmacher     | 3   | 3    | 2   | 3     | –    | –   | –   | –   | –      | 11    |
| Bissen            | Mersch           | 6   | –    | –   | –     | –    | –   | –   | –   | 5      | 11    |
| Clervaux          | Clervaux         | 6   | –    | 2   | 2     | –    | 0   | 0   | –   | 1      | 11    |
| Contern           | Luxembourg       | 5   | 2    | 2   | 2     | –    | –   | –   | –   | –      | 11    |
| Diekirch          | Diekirch         | 4   | 7    | 1   | 1     | –    | –   | –   | –   | –      | 13    |
| Differdange       | Esch-sur-Alzette | 4   | 4    | 2   | 7     | 1    | 0   | –   | 1   | –      | 19    |
| Dippach           | Capellen         | 2   | 5    | 2   | –     | –    | –   | –   | –   | 2      | 11    |
| Dudelange         | Esch-sur-Alzette | 5   | 10   | –   | 2     | 1    | 1   | –   | –   | –      | 19    |
| Echternach        | Echternach       | 3   | 3    | 2   | 3     | –    | –   | –   | –   | –      | 11    |
| Esch-sur-Alzette  | Esch-sur-Alzette | 6   | 6    | 2   | 3     | 2    | 0   | 0   | 0   | –      | 19    |
| Ettelbruck        | Diekirch         | 5   | 4    | 2   | 2     | –    | –   | –   | –   | –      | 13    |
| Frisange          | Esch-sur-Alzette | 3   | 2    | 1   | –     | –    | –   | –   | –   | 5      | 11    |
| Grevenmacher      | Grevenmacher     | 5   | 2    | 3   | 1     | –    | –   | –   | –   | –      | 11    |
| Hobscheid         | Capellen         | 8   | 1    | 2   | –     | –    | –   | –   | –   | –      | 11    |
| Hesperange        | Luxembourg       | 8   | 1    | 3   | 3     | 0    | –   | –   | –   | –      | 15    |
| Junglinster       | Grevenmacher     | 5   | 2    | 4   | 2     | –    | –   | –   | –   | –      | 13    |
| Käerjeng          | Capellen         | 7   | 5    | 1   | 2     | –    | 0   | –   | –   | –      | 15    |
| Kayl              | Esch-sur-Alzette | 4   | 5    | 2   | 2     | –    | –   | –   | –   | –      | 13    |
| Kehlen            | Capellen         | 5   | 3    | 1   | 2     | –    | –   | 0   | –   | –      | 11    |
| Kopstal           | Capellen         | 4   | –    | 3   | –     | –    | –   | –   | –   | 4      | 11    |
| Lorentzweiler     | Mersch           | 2   | –    | 1   | 2     | –    | –   | –   | –   | 6      | 11    |
| Luxembourg        | Luxembourg       | 7   | 3    | 9   | 5     | 2    | 1   | 0   | 0   | –      | 27    |
| Mamer             | Capellen         | 6   | 3    | 1   | 3     | –    | –   | –   | –   | –      | 13    |
| Mersch            | Mersch           | 4   | 1    | 5   | 3     | –    | –   | –   | –   | –      | 13    |
| Mertert           | Grevenmacher     | 3   | 6    | 2   | –     | –    | –   | –   | –   | –      | 11    |
| Mondercange       | Esch-sur-Alzette | 5   | 5    | 2   | 1     | –    | –   | –   | –   | –      | 13    |
| Mondorf-les-Bains | Remich           | 3   | 1    | 6   | 1     | –    | –   | –   | –   | –      | 11    |
| Niederanven       | Luxembourg       | 6   | 3    | 2   | 2     | –    | –   | –   | –   | –      | 13    |
| Pétange           | Esch-sur-Alzette | 8   | 4    | 1   | 2     | 0    | 0   | 2   | –   | 0      | 17    |
| Rambrouch         | Redange          | 6   | 3    | 2   | –     | –    | –   | –   | –   | –      | 11    |
| Remich            | Remich           | 3   | 1    | 4   | 2     | –    | –   | 1   | –   | –      | 11    |
| Roeser            | Esch-sur-Alzette | 3   | 6    | 2   | 2     | –    | –   | –   | –   | –      | 13    |
| Rumelange         | Esch-sur-Alzette | 4   | 5    | 1   | –     | –    | –   | –   | 1   | –      | 11    |
| Sandweiler        | Luxembourg       | 4   | 2    | 2   | 3     | –    | –   | –   | –   | –      | 11    |
| Sanem             | Esch-sur-Alzette | 5   | 7    | 1   | 2     | 2    | 0   | –   | 0   | –      | 17    |
| Schifflange       | Esch-sur-Alzette | 6   | 6    | 1   | 2     | –    | –   | –   | –   | –      | 15    |
| Schuttrange       | Luxembourg       | 1   | 1    | 4   | 1     | –    | –   | –   | –   | 4      | 11    |
| Steinfort         | Capellen         | 4   | 5    | 1   | 1     | –    | –   | –   | –   | –      | 11    |
| Steinsel          | Luxembourg       | 2   | 5    | 4   | –     | –    | –   | –   | –   | –      | 11    |
| Strassen          | Luxembourg       | 3   | 4    | 4   | 2     | 0    | –   | –   | –   | –      | 13    |
| Troisvierges      | Clervaux         | 4   | –    | –   | –     | –    | –   | –   | –   | 7      | 11    |
| Walferdange       | Luxembourg       | 5   | 2    | 4   | 2     | –    | –   | –   | –   | –      | 13    |
| Wiltz             | Wiltz            | 5   | 6    | 2   | –     | –    | –   | –   | –   | –      | 13    |
| Wincrange         | Clervaux         | 4   | 4    | 2   | –     | –    | 1   | –   | –   | –      | 11    |
|                   |                  |     |      |     |       |      |     |     |     |        |       |
| Total             | Total            | 209 | 155  | 108 | 77    | 8    | 4   | 3   | 2   | 34     | 600   |

### Analyse des résultats
En janvier 2019, le Centre d'étude et de formation interculturelles et sociales (abrégé en Cefedis) publie une étude globale sur la participation des étrangers aux élections communales du 8 octobre 2017. Les résultats montrent que 22,80 % des résidents étrangers — répartis dans 134 nationalités — se sont inscrits sur les listes électorales pour ces élections, soit 34 638 personnes. En 2011, ce taux s'élevait à 17 %.